# Autriche aux Jeux olympiques d'été de 1992
L'Autriche participe aux Jeux olympiques d'été de 1992 à Atlanta aux États-Unis. Il s'agit de vingt-et-unième participation à des Jeux d'été. 
Elle y remporte deux médailles, en argent, se situant à la trente-deuxième place des nations au tableau des médailles. La cavalière Elisabeth Max-Theurer est la porte-drapeau d'une délégation autrichienne comptant 102 sportifs (71 hommes et 31 femmes).

## Médaillés
| Médaille | Nom                                                   | Sport      | Compétition                  |
| -------- | ----------------------------------------------------- | ---------- | ---------------------------- |
| Argent   | Boris Boor, Thomas Frühmann, Jörg Münzner, Hugo Simon | Équitation | Saut d’obstacles par équipes |
| Argent   | Arnold Jonke, Christoph Zerbst                        | Aviron     | Deux de couple               |